# Deense Goudkust

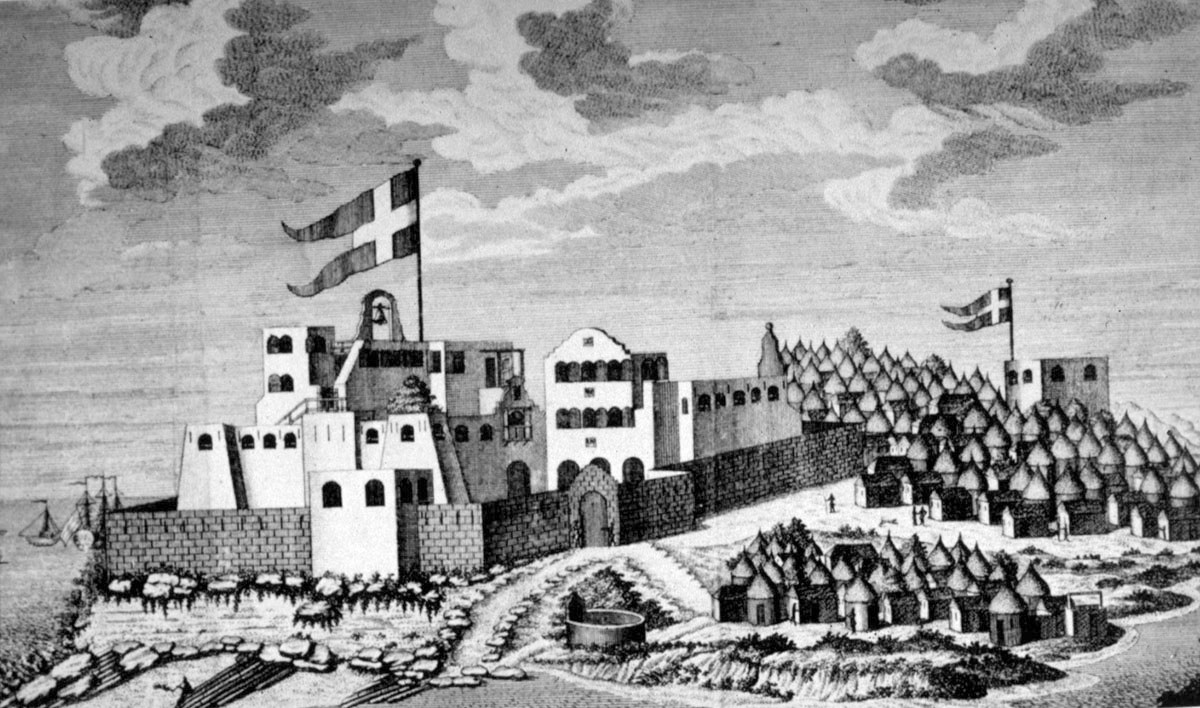
Tekening van Fort Christiansborg

De Deense Goudkust, ook wel Deens Guinea genoemd, was een kolonie van Denemarken, gelegen in het huidige Ghana in Afrika. Van 1658 tot 1814 was het gebied een Deens-Noorse kroonkolonie. Van 1814 tot 1850 behoorde  het tot Deens grondgebied.

## Geschiedenis
Op 20 april 1663 werden de forten Christiansborg en Carlsborg in beslag genomen door Denemarken en werd de annexatie van de Zweedse Goudkust voltooid.
Van 1674 tot 1755 werden de forten door de Deense West-Indische en Guineese Compagnie bestuurd. De eerste bestuurders waren Hendrik Carloff en Isaac Coymans. De eerste Deense gouverneur was Erik Tylleman, die in 1698 de Verenigde Goudkust regeerde. De volgende forten waren in bezit van Denemarken:
- Fort Frederiksborg van 1659 tot 1685
- Fort Christiansborg van 1658 tot 1850
- Fort Prinsensten van 1784 tot 1850
- Fort Augustaborg van 1787 tot 1850
- Fort Fredensborg van 1734 tot 1850
- Fort Kongensten van 1784 tot 1850
- Fort Carlsborg van 1658 tot 1664
- Fort Cong van 1659 tot 1661

Van december 1680 tot 29 augustus 1682 werd Fort Christiansborg bezet door Portugal.
Tussen 1782 en 1785 was het gebied onder Britse bezetting.
Net als Nederland verkocht ook Denemarken zijn forten aan het Verenigd Koninkrijk en werd het op 30 maart 1850 een onderdeel van de Britse Goudkust.